# 孟子路

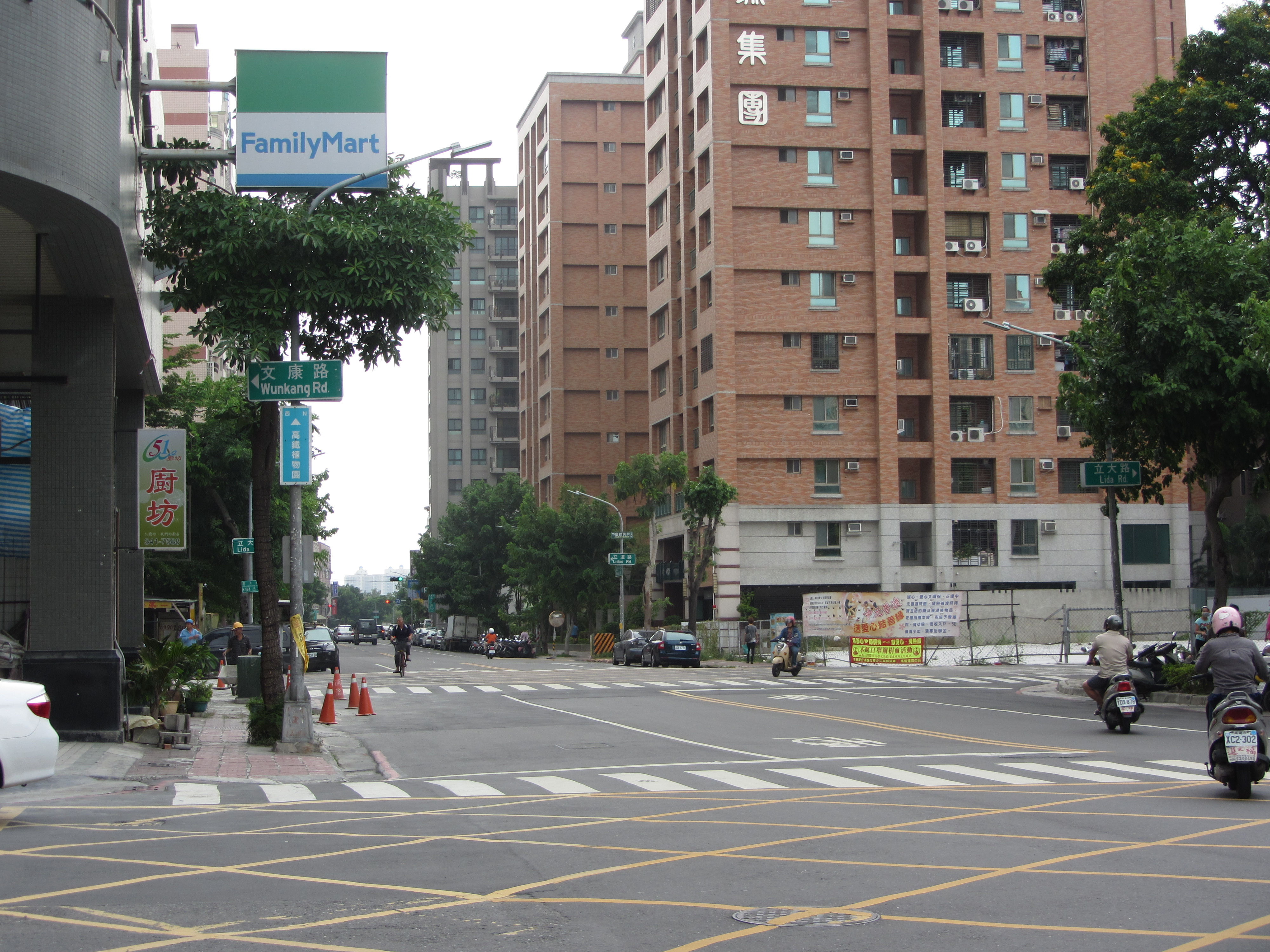
孟子路一景。

孟子路（英語：Mengzih Rd.）為高雄市左營區的東西向道路，起端為文守路，末端為政德路，是高雄捷運生態園區站重要道路。

## 行經行政區域
- 左營區

## 沿線設施
（由東至西）
- 路易莎咖啡高雄孟子店
- 多那之高雄自由門市
- 自由黃昏市場
- 微笑公園
- 捷運生態園區站
- 都市森林浴場